# Mycalesis fucentia
Mycalesis fucentia är en fjärilsart som beskrevs av Hans Fruhstorfer 1911. Mycalesis fucentia ingår i släktet Mycalesis och familjen praktfjärilar. Inga underarter finns listade i Catalogue of Life.